# 陳香菱 (模特兒)
陳香菱（1995年8月26日—），台灣女模特兒、救護員和網路紅人，以36H胸圍的姣好身材在網上成名，Facebook坐擁24萬名粉絲。她也在Swag和捷克論壇（JKF）等平台擔任模特兒或直播主；曾推出寫真書。2019年1月22日，贏得17LIVE紅白大賞冠軍。除了寫真外，她還經營著一間麵包店。
陳香菱曾就讀護士專科學校。在2016年至2017年間與名為的男子經歷一段婚姻；這段婚姻並不順遂，陳香菱曾控訴男方騙了她200萬元。

## 外部連結
- 陳香菱的Instagram帳戶
- 陳香菱的Facebook專頁